# Benedykt (biskup Porto e Santa Rufina)
Benedykt (zm. 1216) – kardynał, mianowany przez papieża Innocentego III w 1200 roku. 

## Życiorys
W 1204 był legatem papieskim w zdobytym przez wojska IV krucjaty Konstantynopolu. Biskup Porto e Santa Rufina od 1213 roku. Dokładna data jego śmierci nie jest znana, ostatnia sygnowana przez niego bulla nosi datę 11 kwietnia 1216.